# Pierre Poinsot de Chansac
Pierre Poinsot, baron de Chansac (* 7. Februar 1764 in Chalon, Département Saône-et-Loire; † 30. Juli 1833 in Dijon, Département Côte-d’Or) war ein französischer General der Kavallerie.

## Leben
Poinsot war der jüngste Sohn des Bäckermeisters Lazare Poinsot und dessen Ehefrau Marie Vezin. Mit 15 Jahren schloss sich Poinsot am 1. April 1779 der königlichen Armee an. Noch im selben Jahr kam er mit einem Infanterieregiment unter Befehl von Charles Louis de Marbeuf (1712–1786) nach Korsika. Dort war er die überwiegende Zeit in Bastia (Département Haute-Corse) stationiert. Anfang 1784 konnte er im Rang eines „sous-officier“ in seine Heimat zurückkehren.
Am 16. Februar 1784 heiratete er in Mercurey (Saône-et-Loire) Claudine Musy (1764–1820) und hatte mit ihr zwei Töchter und drei Söhne. Für einige Zeit war er in verschiedenen Städten Frankreichs stationiert und wurde am 20. Oktober 1786 zu den Dragonern versetzt. Unter Jean-Baptiste du Barry (1723–1794) konnte er sich bewähren und wurde bald schon zum „brigadier“ befördert. Während der Revolution war er nahe bei Paris stationiert und wechselte 1791/92 zur Garde constitutionelle Ende Mai 1792 wurde Poinsot im Rang eines „capitaine“ zur Kavallerie der Armée du Nord versetzt.
Nach einigen Einsätzen wurde Poinsot im Februar 1793 bei der Belagerung von Breda verwundet und kurze Zeit darauf zum „chef de bataillon“ befördert. Als solcher kämpfte er erfolgreich u. a. bei Thuir (Département Pyrénées-Orientales) und Mas d’Eu, wo er auch mehrfach verwundet wurde. Anfang September 1793 wurde Poinsot zum „général de brigade“ ernannt und kam als solcher vier Wochen später in den Stab von General Luc Siméon Auguste Dagobert.
Zu Beginn der Terrorherrschaft wurde Poinsot im November 1793 allen Ämtern erhoben, da er in der Garde von König Ludwig XVI. gedient hatte. Parallel dazu wurde er der Unzuverlässlichkeit angeklagt und Inkompetenz vorgeworfen. Es wurde aber kein ein Gerichtsverfahren eröffnet und als sich die politische Lage nach dem Tod von Maximilien de Robespierre wieder etwas beruhigt hatte, setzte das Direktorium General Poinsot wieder in Amt und Würden.
Im Juli 1796 kam Poinsot zur Armée du Rhin und kämpfte unter Jean-Victor Moreau. Im darauffolgenden Jahr wechselte Poinsot in gleicher Stellung in den Stab von General Jacques Maurice Hatry (Armée de Mayence). Als am 9. November 1799 Napoleon Bonaparte sich an die Macht putschte wurde Poinsot zum unbedingten Anhänger Napoleons.
1800 kam Poinsot in den Stab von General Honoré Théodore Maxime Gazan de la Peyrière und auf Napoleons Befehl nach Italien. 1801 kehrte er wieder nach Frankreich zurück und wurde die nächste Zeit mit eher administraven Aufgaben betraut. Im Februar 1803 schickte man ihn mit einem Expeditionskorps nach Saint-Domingue um die Unabhängigkeitsbestrebungen Toussaint Louverture zu unterbinden. Von Mai bis August war Poinsot auf Hispaniola und konnte anschließend wieder nach Frankreich zurückkehren.
1805 schickte ihn Napoleon mit Halbsold in den vorzeitigen Ruhestand, holte ihn aber bereits ein Jahr später wieder zurück in den aktiven Dienst. Poinsot kam 1807 in den Stab von General Dominique de Vedel und ging mit ihm nach Spanien (→Napoleonische Kriege auf der Iberischen Halbinsel). In der Schlacht von Bailén geriet Poinsot in Kriegsgefangenschaft, wurde aber bald auf Ehrenwort nach Frankreich zurückgeschickt. Im Juni 1810 kehrte Poinsot zurück nach Spanien und kämpfte erst unter Jean-Louis-Ebenezer Reynier und wechselte im September desselben Jahres zu General François-Étienne Kellermann.
1814 kehrte Poinsot mit der Grande Armée wieder zurück nach Frankreich. Nach weiteren Auszeichnungen kam Poinsot 1812 zu Maréchal Charles Pierre François Augereau. In der Schlacht bei Bautzen im Mai 1813 wurde Poinsot schwer verwundet und geriet wiederum in Gefangenschaft. Im Mai 1814 konnte er wieder zurück in die Heimat kommen.
Als Napoleon im Februar 1815 die Insel Elba verließ und die Herrschaft der Hundert Tage begann, holte ihn General Pierre Margaron zu sich nach Paris. Nach der Schlacht bei Waterloo zog sich Poinsot aus der Öffentlichkeit zurück. Militärisch wie auch politisch trat er nicht mehr in Erscheinung bis ihn König Louis-Philippe I. am 22. März 1831 zum „l’etat-major général“ beförderte. Am 1. Mai 1832 wurde Poinsot offiziell in den Ruhestand verabschiedet. Er ließ sich in Dijon nieder und starb dort am 20. Juli 1833.

## Ehrungen
- Juni 1804 Kommandeur der Ehrenlegion
- 14. Februar 1810 baron de l’Empire in der Noblesse impériale als baron de Chansac
- Ritter des Orden der Eisernen Krone (Italien 1805)
- Ritter des Ordre royal et militaire de Saint-Louis
- Sein Name befindet sich am nördlichen Pfeiler (8. Spalte) des Triumphbogens am Place Charles-de-Gaulle (Paris).